# Roby Facchinetti (album)
Roby Facchinetti è il primo album da solista di Roby Facchinetti, pubblicato nel 1984.
ll disco viene prodotto dalla First, etichetta discografica fondata dal batterista Stefano D'Orazio, e viene registrato e mixato agli studi "Arco" di Monaco di Baviera.
I nove brani che compongono l'LP sono composti da Roby Facchinetti. Tre sono strumentali: uno di questi,  L'anno della tigre, era un breve scorcio strumentale che introduceva il tour del 1982 dei Pooh e che era stato battezzato con il nome di Oregon.
Nel brano Din Din Din Roby duetta con la figlia Alessandra, all'epoca dodicenne. Il testo è opera di Stefano D'Orazio, mentre gli altri testi sono firmati da Valerio Negrini.
Di alcune canzoni vengono realizzati dei videoclip destinati alla promozione televisiva dell'LP. Il brano Holiday Inn viene ribattezzato Holiday in the park per non incorrere nel rischio di pubblicità occulta dell'omonima catena di alberghi.

## Tracce
1. Grande Fratello (Strumentale) (Facchinetti) - 5'39"
2. Cosa rimane (Facchinetti-Negrini) - 4'13"
3. Quelli nati un po' in collina (Facchinetti-Negrini) - 4'27"
4. Due belle persone (Facchinetti-Negrini) - 3'30"
5. L'anno della tigre (Strumentale) (Facchinetti) - 4'21"
6. Din din din (con Alessandra Facchinetti) (Facchinetti-D'Orazio) - 3'13"
7. Holiday Inn (Strumentale) (Facchinetti) - 4'10"
8. C'era una volta (Facchinetti-Negrini) - 4'28"
9. Gente di scena (Facchinetti-Negrini) - 1'46"

## Formazione
- Roby Facchinetti – voce, pianoforte, tastiera, programmazione, sintetizzatore
- Curt Cress – batteria
- Erwin Kiennast – tastiera, programmazione
- Gunther Gebauer – basso
- Dodi Battaglia – chitarra
- Red Canzian – basso
- Shane Dempsey – programmazione
- Mats Bjorklund – chitarra
- Billy Lang – basso
- Frank Loef – sax